# Stack (géologie)
Pour les articles homonymes, voir Stack.
Un stack est un éperon d'érosion marine en forme de pilier, d'aiguille ou de pinacle de pierre séparé du littoral par l'érosion et pouvant ou non former une île. Contrairement au pilier, l'aiguille a une forme pointue alors que le pinacle est un terme plus général utilisé pour désigner un piton en forme de pilier ou d'aiguille.

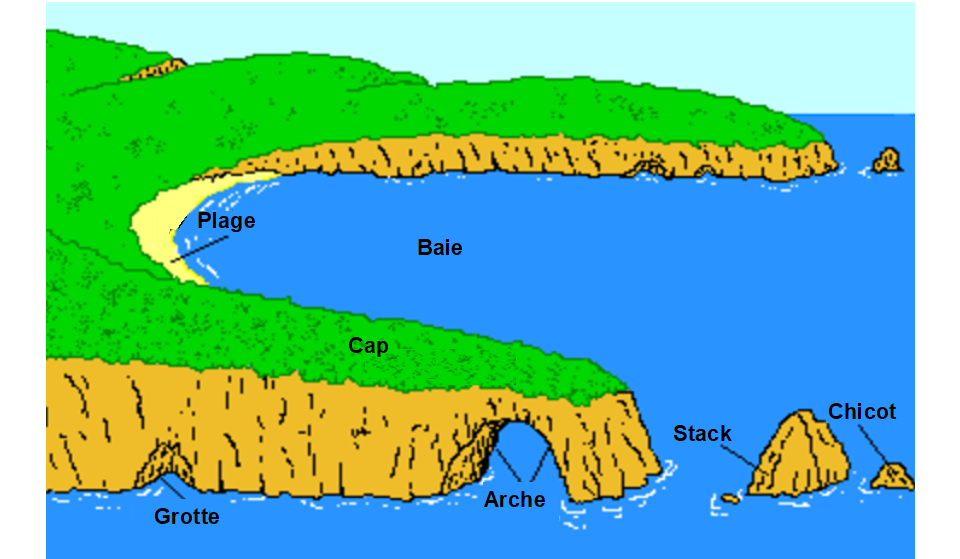
Diagramme illustrant l'érosion progressive des caps, le creusement des grottes évoluant en arche puis en stack, et en chicot.

Les stacks sont pour la plupart présents le long de côtes formées de falaises et une arche naturelle littorale crée généralement un stack lorsqu'elle s'effondre.
Les stacks sont parfois identifiés dans les légendes locales comme étant des personnages humains ou mythologiques pétrifiés. Ils constituent également des refuges pour la faune sauvage et notamment les oiseaux de mer qui y nidifient à l'abri des prédateurs terrestres.
Ils ne doivent pas être confondus avec les necks, d'origine volcanique, situés en mer, qui eux ne sont pas sculptés par l'érosion marine.

## Toponymie
Le terme générique pour désigner ce type de modelé littoral est stack qui est issu de l'anglais, lui-même emprunté au vieux norrois stakkr, accusatif stakk. Un terme *estak  issu du même étymon norrois existait en ancien normand, forme déduite de la version latinisée stakus et des toponymes modernes comme Étac (Etac de Sark) ou Étacq (Jersey, Stakus 1274). Il désignait un « rocher marin de forme plus ou moins pyramidale ». Il se perpétue dans la toponymie du Cotentin et des îles Anglo-Normandes où il se réfère à des rochers marins sous les formes Tac, Étac, Étacq ou État.
En revanche, le mot occitan estaca (selon la norme classique) ou estaco (selon la graphie mistralienne) qui a donné le nom commun « estacade » et le toponyme « L'Estaque », n'a pas la même origine et signifie « lien, attache » (au sens d'amarrage). Dans cette langue, le mot adapté est farilhon (voir la page Wikipédia du présent article en occitan)  
Jean Renaud propose de voir dans l'étymologie d'Étretat un composé sur la base de stakkr. Pour lui, le second élément serait issu du vieux norrois stakkr « rocher élevé, en mer » bien attesté près des établissements vikings : stakk aux Shetland, stac aux Hébrides, et que l'on retrouve sur la côte du Cotentin sous la forme état, comme l'État à Chausey ou l'État, rocher au large de Jobourg. Le premier élément serait peut-être le vieux norrois stútr utilisé dans le sens de « dressé, projeté ». Selon lui, le nom a dû s'appliquer à la fameuse aiguille d'Étretat : le « rocher dressé ». Cependant, cette proposition qui vise à relier des éléments topographiques à des éléments linguistiques est loin de faire l'unanimité parmi les toponymistes. En effet, les formes anciennes telles que Strutat et Strutart en 1040, ainsi que la phonétique sont difficilement compatibles avec cette explication.
En suédois, le terme utilisé est rauk, au pluriel raukar, et désigne spécifiquement les piliers de pierre des littoraux des îles suédoises de Gotland, Fårö, Lilla Karlsö et Öland.
En russe, le terme utilisé est kékour, кекур, qui est employé pour les stacks situés sur les côtes russes des océans Arctique et Pacifique ainsi que pour les piliers rocheux se trouvant dans les bassins versants des fleuves Iana, Léna et Indiguirka.
En italien, le terme utilisé est faraglione,au pluriel faraglioni, en espagnol farallón et en catalan faralló. Dans ces langues, ces termes trouveraient leur étymologie du grec ancien pharos qui désigne à l'origine l'île de Pharos, à Alexandrie en Égypte, puis son phare par métonymie et enfin tous les phares. À l'époque des puissances maritimes génoise ou vénitienne, les faraglioni de la mer Méditerranée devaient être signalés par des feux de bois pour éviter tout échouement lors de navigation nocturne : leur entretien était du ressort du « podestat de la mer » et c'était l'un des rôles des « tours génoises »,.

## Localisations

### Australie

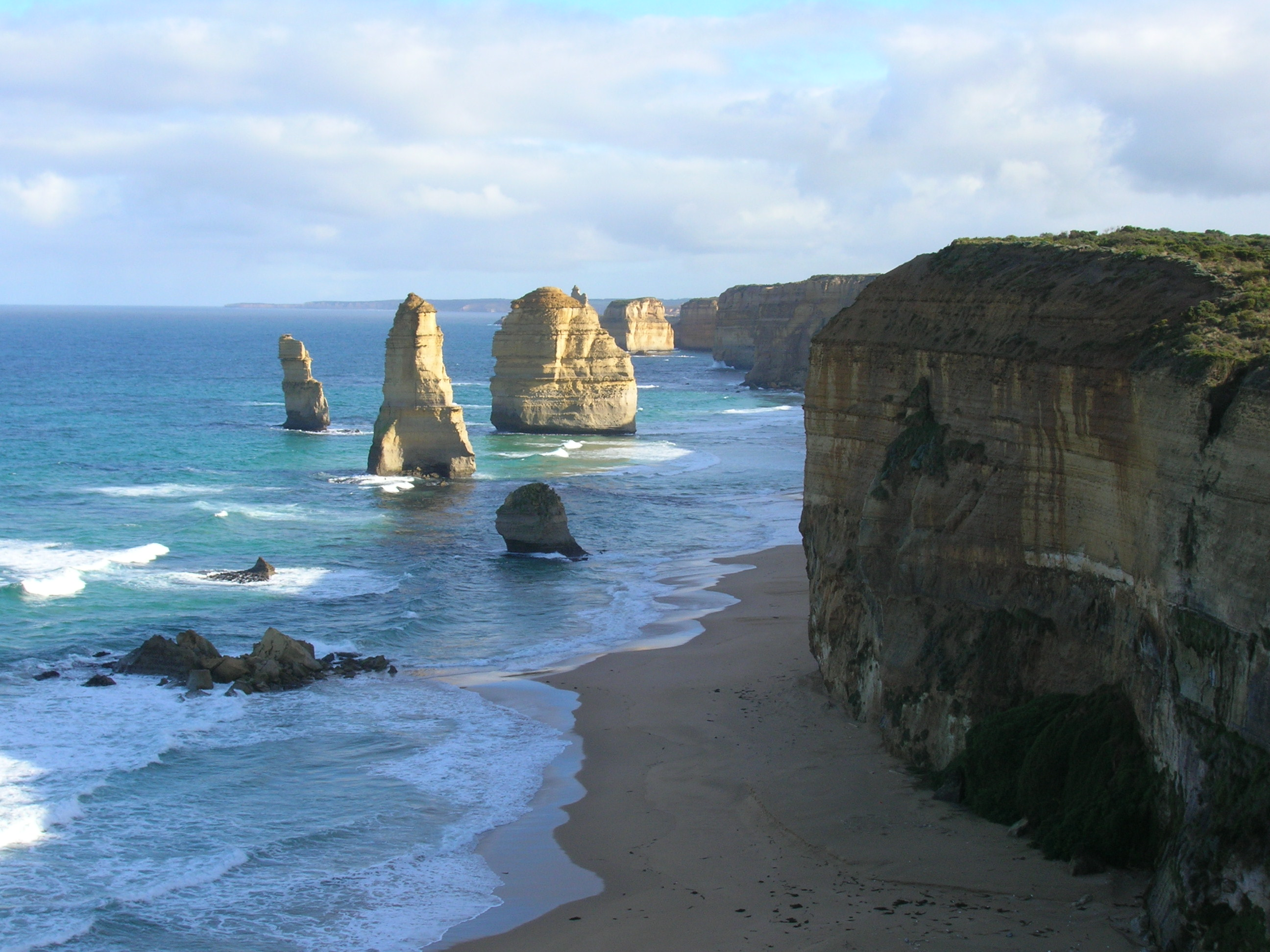
Les Douze Apôtres sur la côte de l'État de Victoria en Australie.

Totem Pole et Candlestick, sur la péninsule de Tasman en Tasmanie, sont constitués de dolérite.

### Canada
Les rochers d'Hopewell sont situés dans la baie de Fundy au Nouveau-Brunswick au Canada, dans le parc provincial Hopewell Rocks. Ils sont aussi appelés rochers en pots-de-fleurs en raison des arbustes qui poussent à leur sommet. Ils sont connus pour être baignés par l'une des plus grandes marées du monde (10 à 14 mètres).
Le rocher Percé, îlot rocheux aux falaises escarpées, situé dans le golfe du Saint-Laurent, à l'extrémité orientale de la Gaspésie, est une imposante île calcaire de 433 mètres de longueur, 90 mètres de largeur et 88 mètres de hauteur à son point culminant, dotée d'une arche naturelle haute de 15 mètres et jouxtée d'un stack, témoin restant d'une deuxième arche écroulée en 1845. Il y a encore plus longtemps, le rocher avait même trois arches, décrites en 1815 par l'arpenteur Joseph Bouchette.
Siwash Rock est un affleurement rocheux à Vancouver, en Colombie-Britannique, dans le parc Stanley au Canada. Une légende parmi le peuple autochtone Squamish entoure le rocher. Il mesure entre 15 et 18 mètres (49 et 59 pieds) de hauteur. Il est devenu connu des marins sous le nom de Nine Pin Rock pour sa ressemblance avec une quille de bowling.
Le nom squamish du rocher est Slhx̱i7lsh. Ce nom fait référence à l'histoire d'un homme transformé par X̱aays. Le trou dans la roche est l'endroit où Slhx̱i7lsh gardait son matériel de pêche, selon Andrew Paull. [Dans Legends of Vancouver, la poétesse Pauline Johnson raconte une légende squamish sur la façon dont un homme a été transformé en Siwash Rock « comme un monument indestructible à la Paternité Propre ». Une plaque près du rocher (photo) indique que c'est « Skalsh l'altruiste », qui a été transformé par « Q'uas le transformateur » en récompense de l'altruisme.
Il y a une controverse sur le nom de la roche. Siwash est un mot du jargon Chinook désignant une personne d'origine autochtone ou amérindienne. Bien que le mot siwash dans le jargon n'ait pas nécessairement une connotation négative et soit utilisé par les peuples autochtones eux-mêmes, son étymologie peut être attribuée au mot français « sauvage »,  qui signifie sauvage ou non domestiqué. Le mot est considéré par certains comme dérisoire, mais reste utilisé dans certains noms de lieux et d'autres contextes sans associations péjoratives, comme avec Siwash Rock (en), Siwash Sweater, etc.
On peut aussi trouver de nombreux stacks à San Josef Bay au parc provincial Cape Scott à l'extrémité nord de l'île de Vancouver.

### Danemark / Îles Féroé
Drangarnir désigne deux stacks de l'archipel des Féroe situés entre l'îlot Tindhólmur (autre stack) et l'île de Vágar et nommés localement : Stóri Drangur et Lítli Drangur.

### États-Unis
Dans l'Oregon, Haystack Rock est un stack de 72 mètres de hauteur.

### France

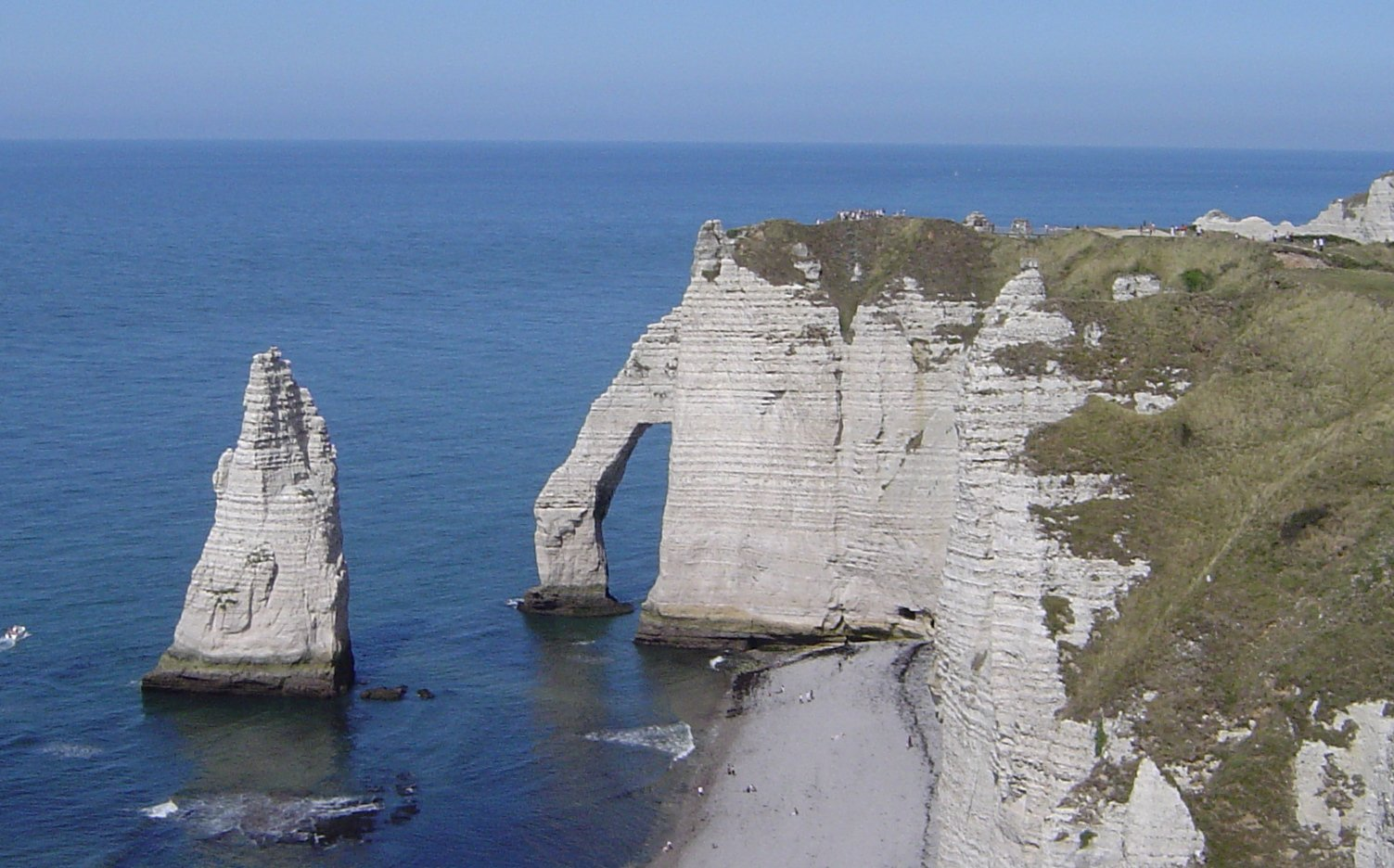
La falaise avec l’aiguille de pierre et la porte d'aval à Étretat en France.

Le plus célèbre pilier de pierre des côtes de France métropolitaine se trouve à Étretat. Il est surnommé l’« Aiguille » et se situe près de la « porte d'Aval », côté falaise d'Aval, alors qu'un autre moins connu se trouve côté amont à quelques kilomètres, nommé « aiguille de Belval ». Ce stack a donné son nom et son élément d'intrigue principal au roman L'Aiguille creuse, aventure d'Arsène Lupin écrite par Maurice Leblanc.
Les Tas de Pois  de la pointe de Pen-Hir comptent six stacks :  Grand Dahouët tenant de la terre, Petit Dahouet, Penn-Glaz (tête verte), Chelott, Ar Forc'h (la Fourche) et Bern-Id (Tas de blé). Anciennement nommés aussi Pézeaux, leur appellation actuelle évoque le mot « étac » comme dans la toponymie normande citée plus haut.
Le « château de Dinan » est une formation rocheuse naturelle à l'aspect ruiniforme qui, de loin, peut être confondue avec un château en ruine. La pointe de Dinan est percée d'une arche naturelle.
Au large de Bonifacio, le Grain de sable est un stack.
Sur la côte du domaine du château d'Abbadia, à Hendaye, se trouvent deux stacks, appelés « les jumeaux ».
Les aiguilles de Port-Coton sont  des stacks formant un des sites les plus remarquables de Belle-Île-en-Mer situé dans la commune de Bangor dans le Morbihan en Bretagne.
Au sud de la rade de Marseille, à l'extrémité est de l'ile Maïre, deux ilots sont désigné par ce mot en occitan, les Pharillons (en occitan farilhon, voir la page Wikipédia du présent article en occitan). Ils présentent de plus deux arches sous marines importantes.

### Italie

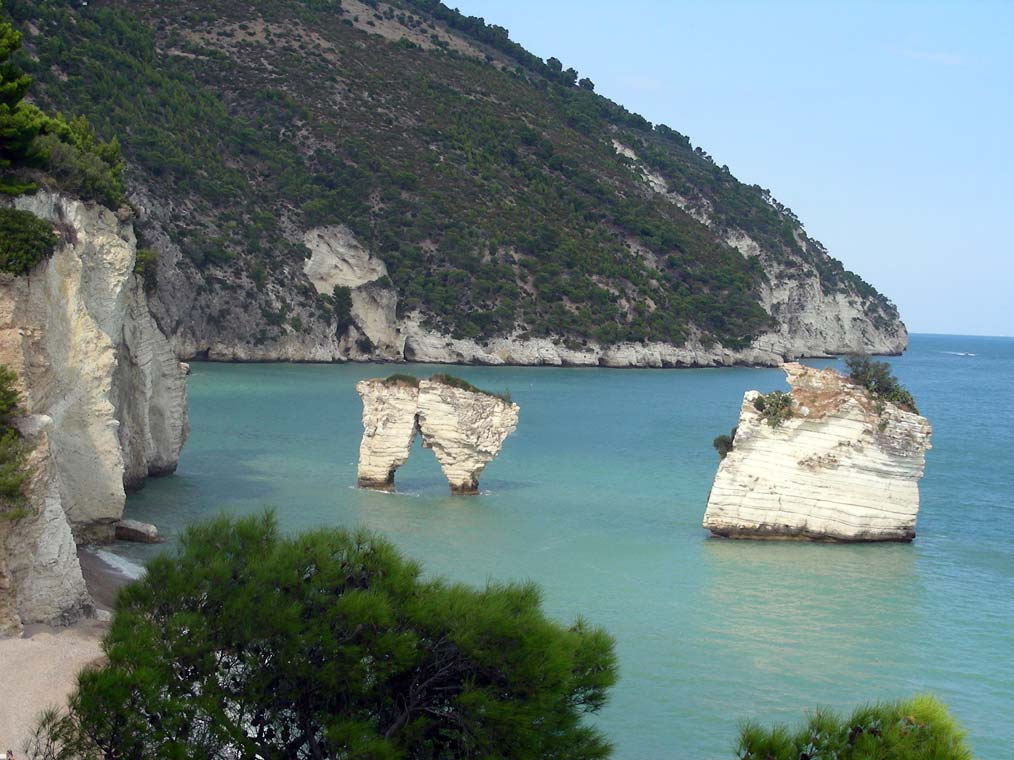
Baie des faraglioni à Gargano en Italie.

En Italie, on les nomme faraglioni ; les plus célèbres se trouvent à Capri, dans la réserve naturelle marine des îles Cyclopes, en face d'Aci Castello (immortalisés par Giovanni Verga dans I Malavoglia et la Fantasticheria), à l'île de Giglio, aux îles Éoliennes, à Pantelleria, à Scopello, à Mattinata dans la province de Foggia et à la localité balnéaire de Torre Sant'Andrea dans le Salento.
La côte sud-ouest de la Sardaigne, en face de la plage de Masua sur la commune d'Iglesias, présente aussi cinq faraglioni fusionnés en un seul bloc central appelé Pan di Zucchero.

### Nouvelle-Zélande
Les Pancake Rocks sont des formations de pierre sculptées par l'érosion maritime et dont certaines forment des stacks.

### Portugal
Dans l'Algarve, près de Lagos, à la Ponta da Piedade, quelques stacks de plusieurs mètres de hauteur jalonnent la côte sur quelques centaines de mètres.

### Suède

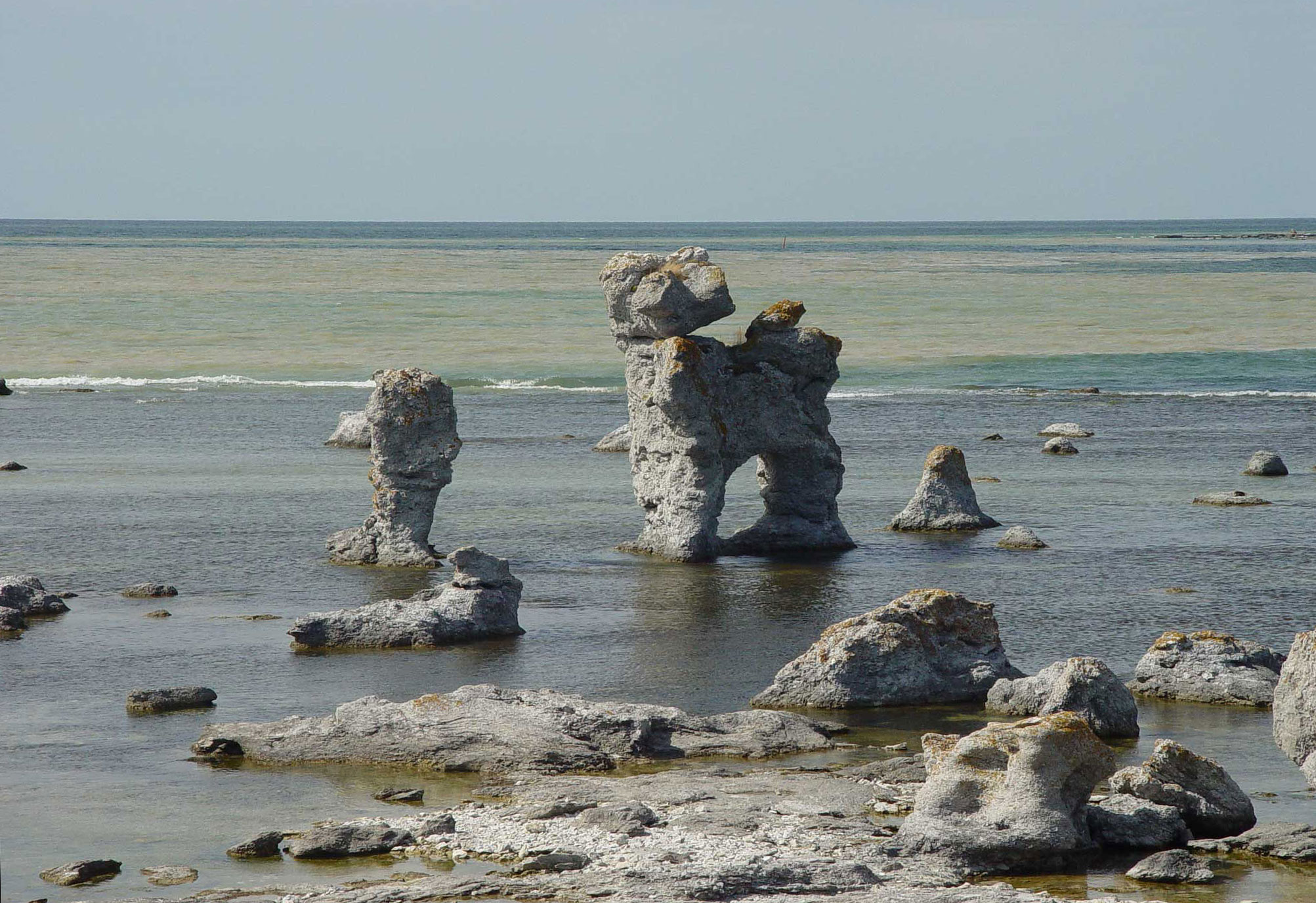
Raukar à Gotland.

Les raukar de Suède se trouvent le long des côtes des îles de Gotland, sur les petites îles de Fårö et Lilla Karlsö situées respectivement juste au nord et à l'ouest de Gotland, ainsi qu'à Öland, autre grande île calcaire de Suède dans la mer Baltique.
S'élevant à plus de dix mètres au-dessus de l'eau, il s'agit de piliers aux formes étranges et suggestives sculptés par la mer dans les roches sédimentaires après la dernière glaciation. Ces formes sont dues aux différences de dureté des calcaires et des marnes sur lesquelles l'érosion provoque des effets inégaux. Les raukar ont été comparées par Carl von Linné à des « statues, chevaux et à toutes sortes d'esprits et de diables ». Hoburgsgubben, le raukar le plus connu, car facilement accessible, se trouve à la pointe sud-ouest de Gotland.

### Thaïlande
Ko Tapu (surnommé l'« île de James Bond » en raison de son apparition dans le film L'Homme au pistolet d'or) dans la baie de Phang Nga en Thaïlande.

## Galerie

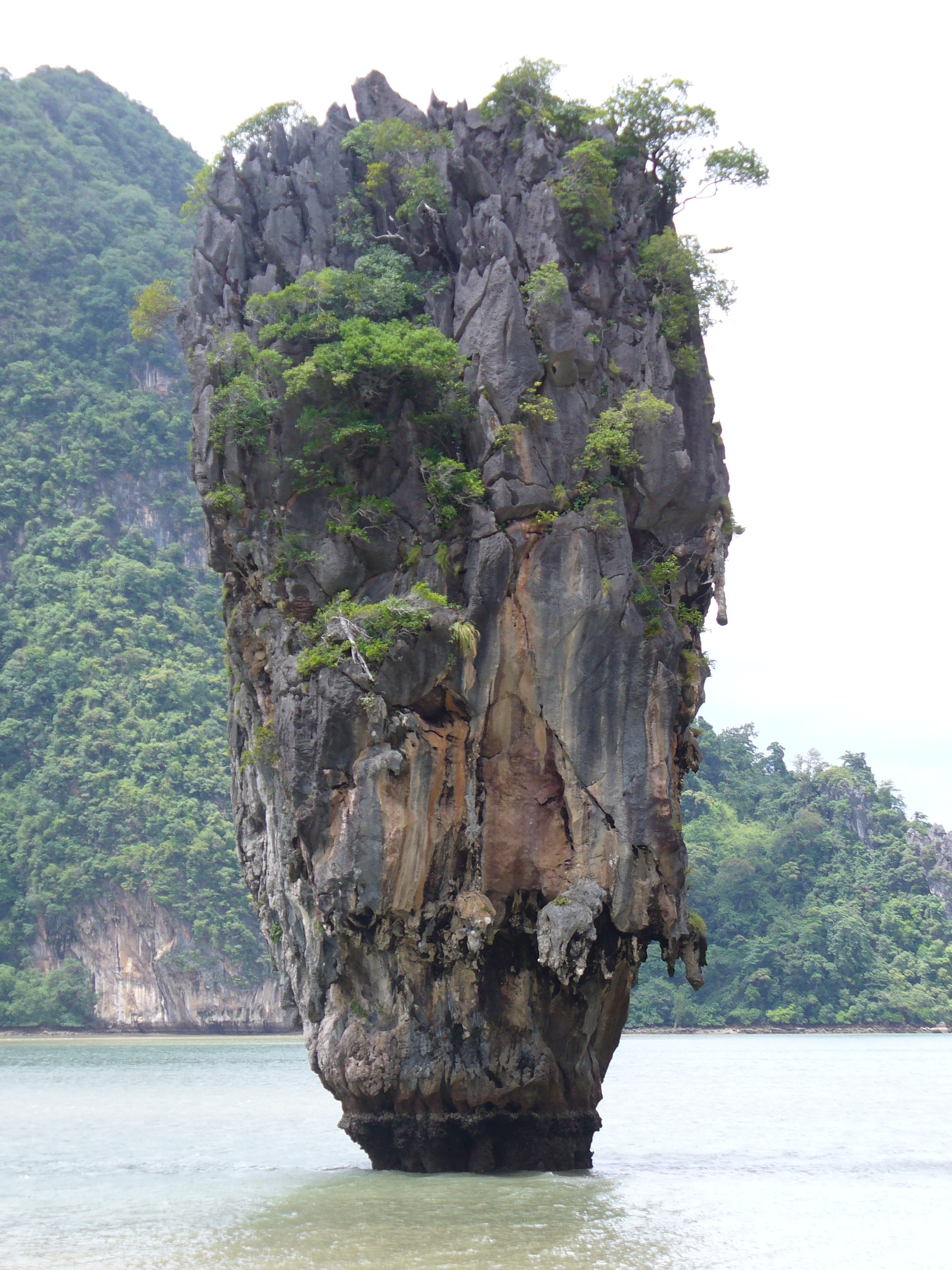
Ko Tapu (surnommé l'« île de James Bond » en raison de son apparition dans le film L'Homme au pistolet d'or) dans la baie de Phang Nga en Thaïlande.
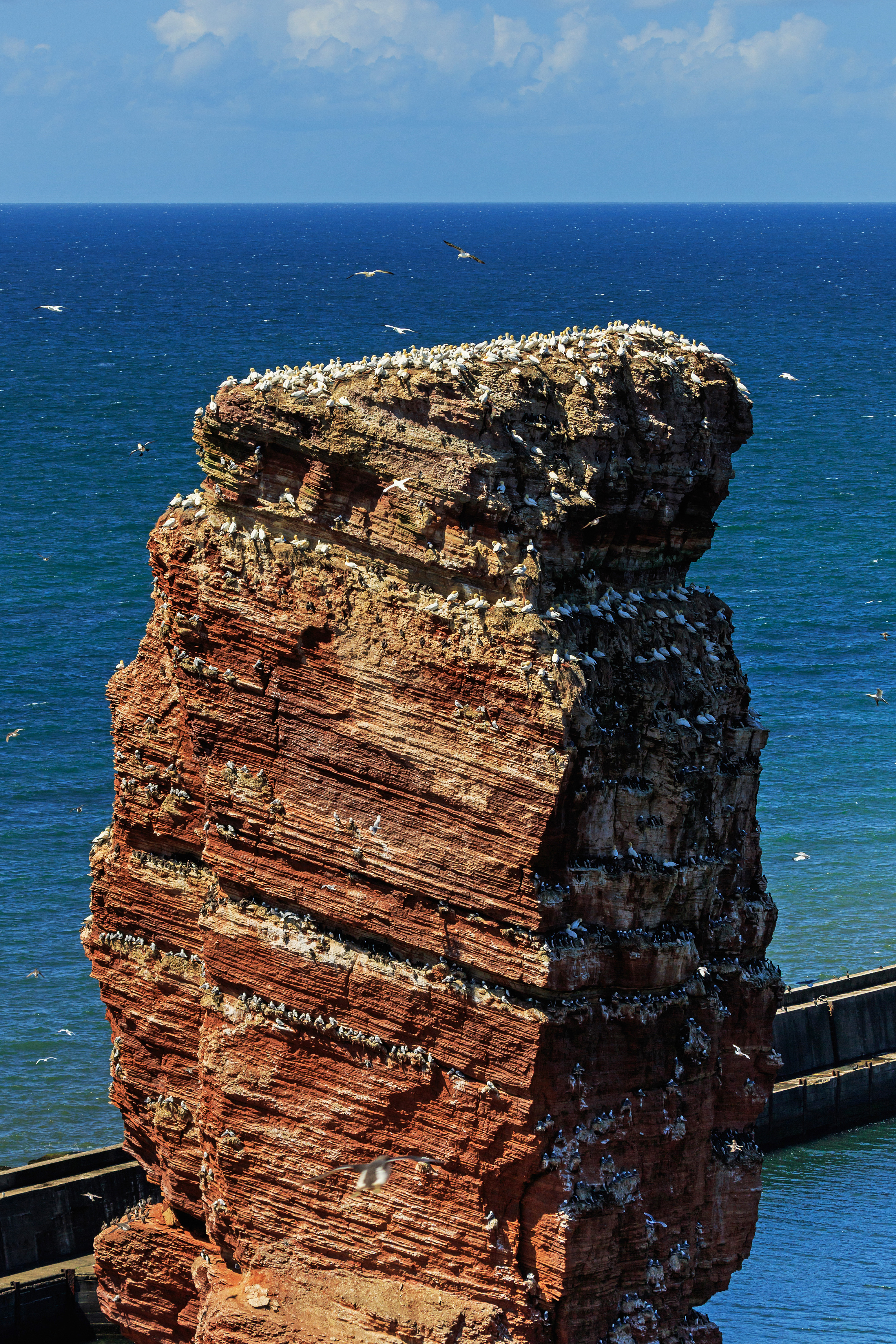
Le stack Lange Anna, dans l'archipel d'Heligoland (Allemagne).
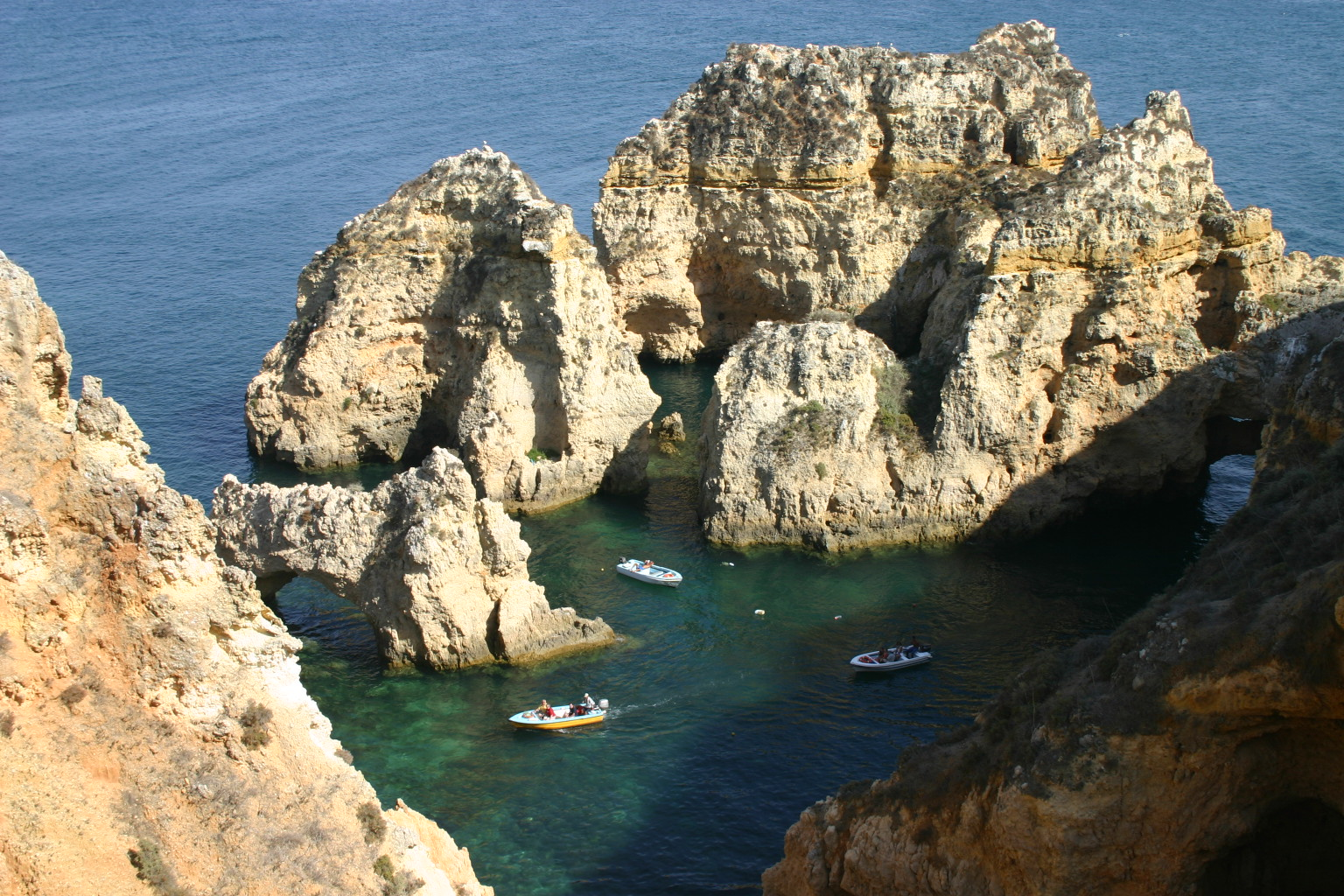
La Ponta da Piedade à côté de Lagos.
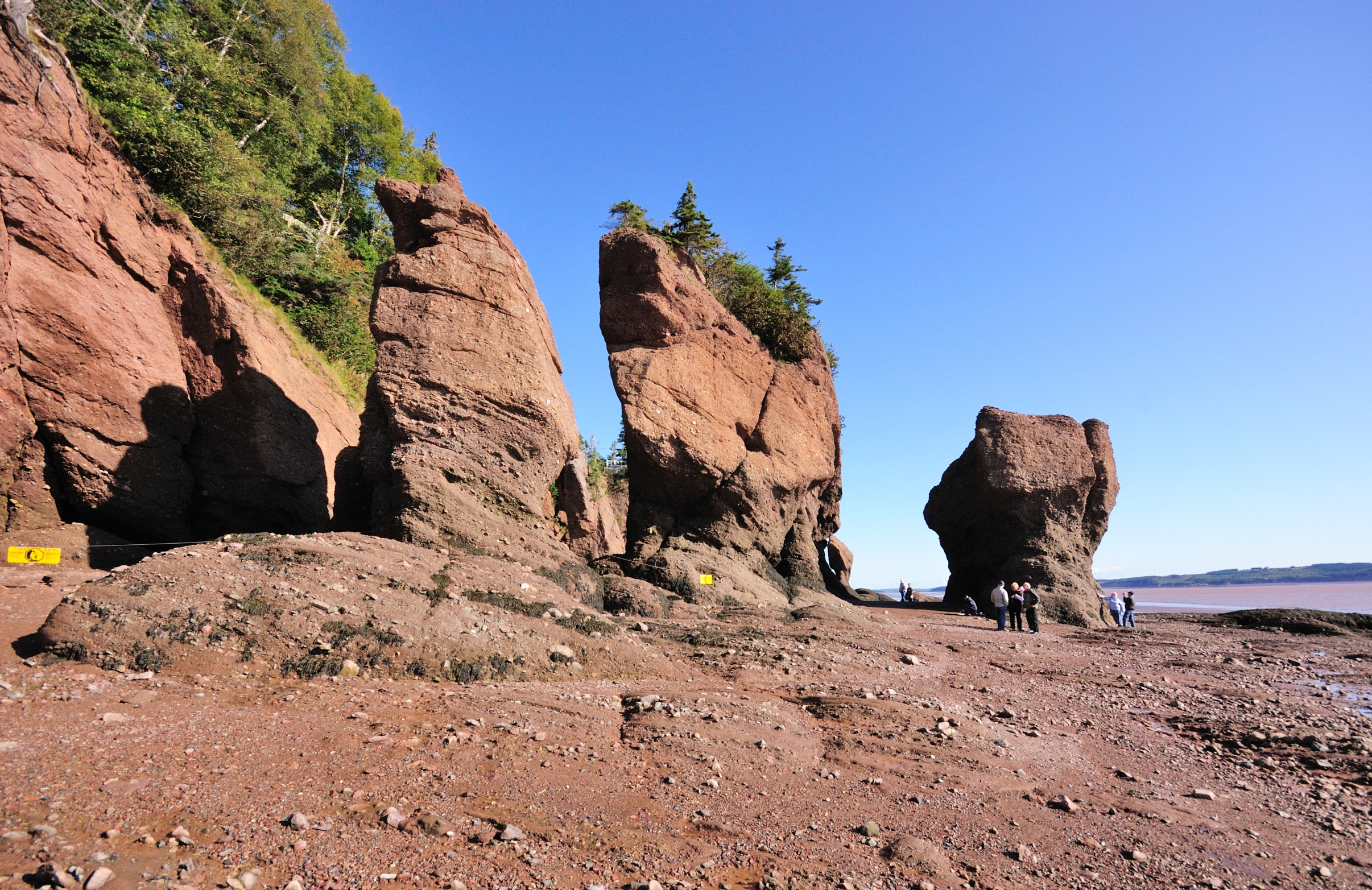
Les rochers d'Hopewell.
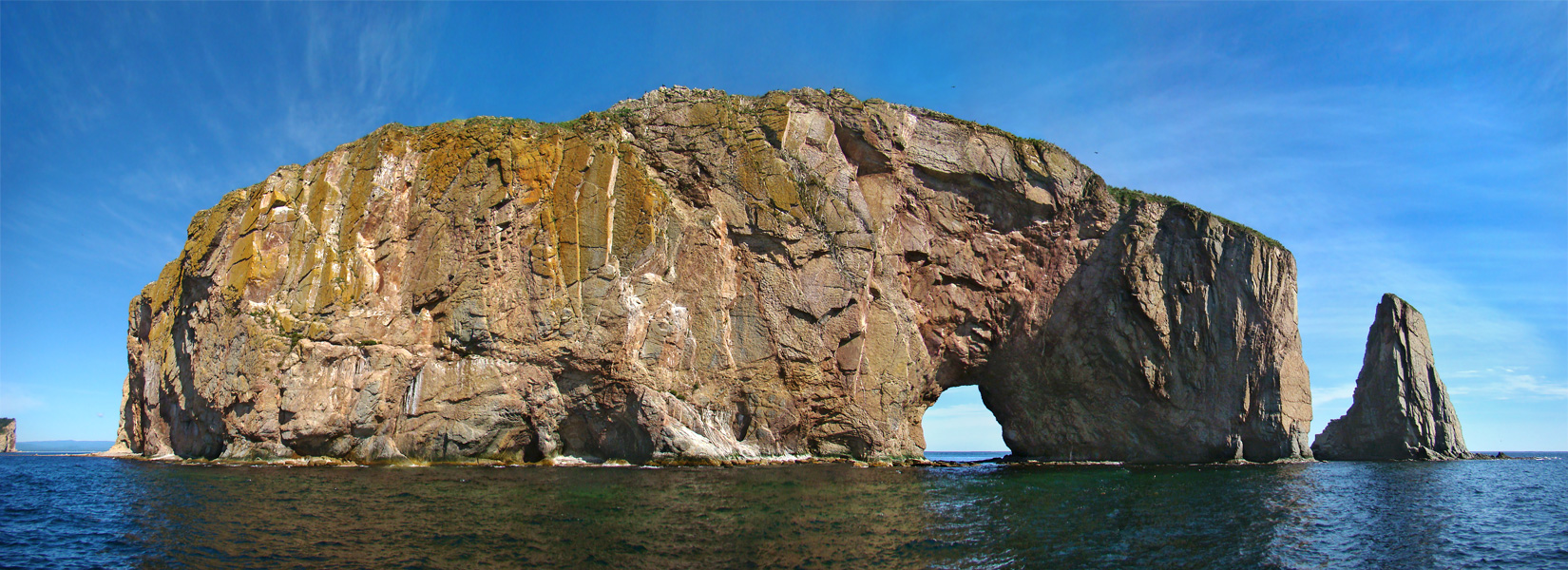
Le rocher Percé et son stack.
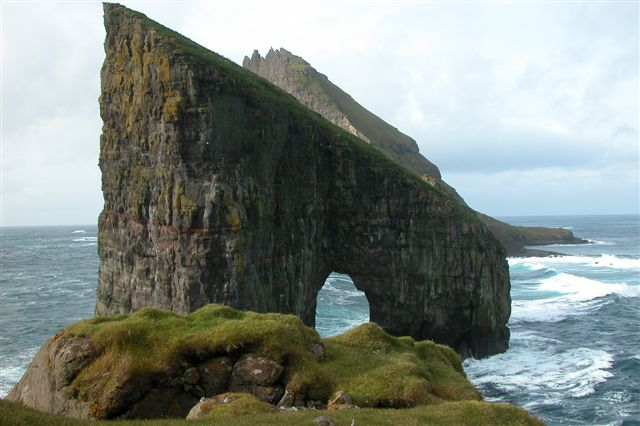
Drangarnir aux Îles Féroé
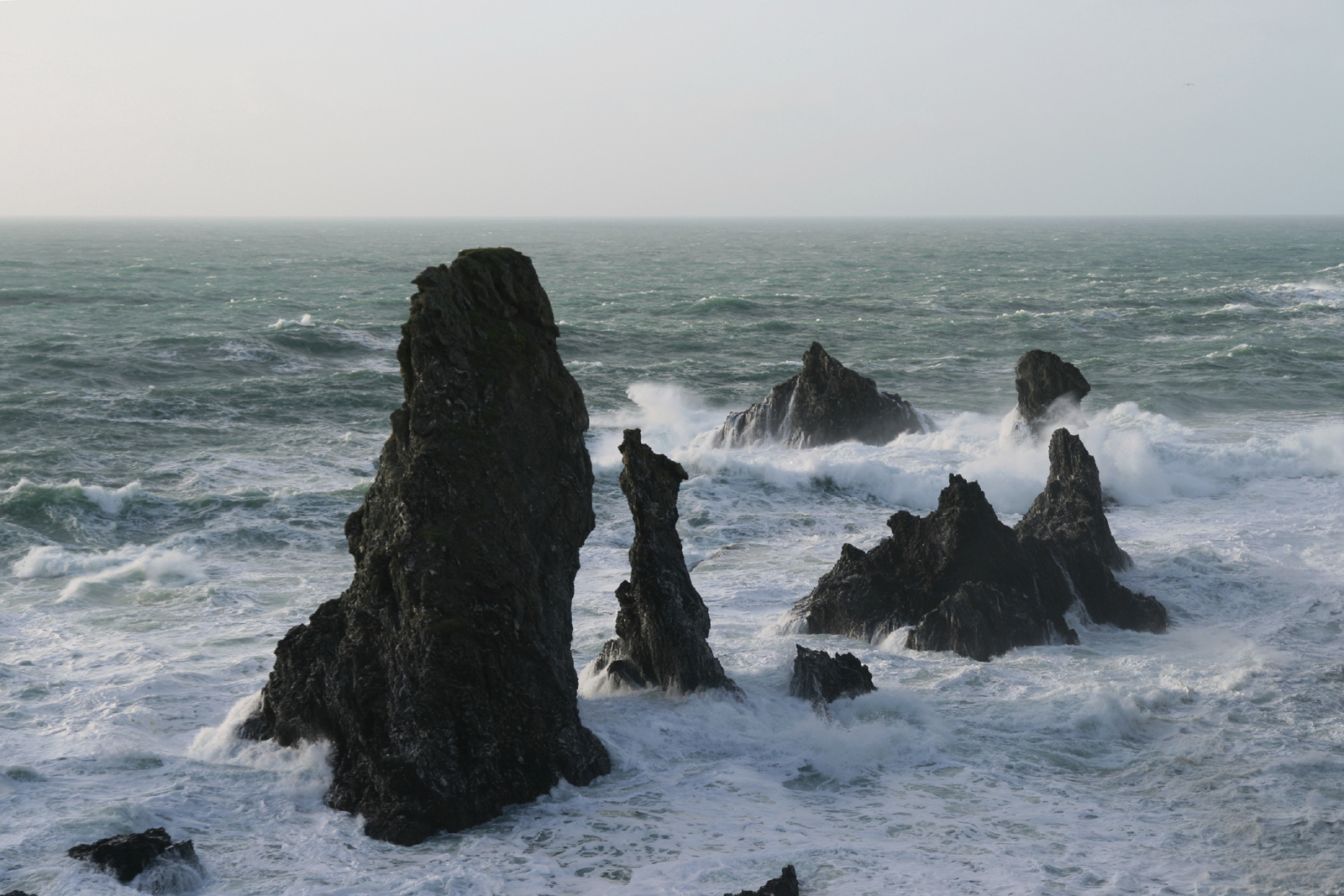
Aiguilles de Port-Coton à Belle-Île-en-Mer en France. Elles sont l'objet de plusieurs tableaux de Claude Monet.